# Taxilejeunea pulverulenta
Taxilejeunea pulverulenta là một loài Rêu trong họ Lejeuneaceae. Loài này được Gottsche ex Stephani mô tả khoa học đầu tiên năm 1913.